# Чоботи (український стрій)
З найдавніших часів основним видом взуття українців були чоботи. На малюнках 9—10 ст. (Ізборник Святослава) князі намальовані в кольорових чоботах з загнутими допереду носками. На фресках Київської Софії зображено також кольорові чоботи з загнутими носками та з закоченими халявами. На портретах козаків та гетьманів можна спостерігати також кольорові чоботи з загнутими носками. Після скасування козацької республіки та зубожіння народу звичай носити барвисті чоботи в чоловіків занепав, а натомість зберігся, як частина національного одягу у жінок. Основним видом взуття чоловіків були у простого населення юхтові чоботи та хромові у міщан та шляхти. Найкраща юхта була з кінської шкіри, а волова шкіра йшла переважно на підошви.
На чоботи йшла юхта і шкапина, яку виробляли по містах та містечках. На лівобережній Україні міщани продавали чоботи на ярмарках самі, а на Правобережжі євреї часто скуповували чоботи в міщан та продавали їх на ярмарках. Між селянами були також умільці, які виготовляли чоботи, але тільки на замовлення та зі шкіри замовника. Чоботи виготовлені на замовлення були кращої якості, ніж чоботи куплені на ярмарку.
Селяни носили чоботи з довгими та широкими халявами, на одній підошві, з заокругленими носами та з круглими невисокими широкими каблуками. Каблуки завжди підбивались жовтими цвяхами. Інколи цвяхи заміняли високими підківками. Це були типові чоботи «руського крою» .
Міщани та більш заможні селяни, а також парубки носили рантові (пасові) чоботи. Такі чоботи виготовлялись з тієї ж шкіри. Відрізнялися вони від звичайних чобіт подвійними підошвами та притятими носами, вужчими халявами та вищими обцасами.
Каблуки в пасових чоботах були вищі і на закаблуках було більше прошивок. Підбивалися вони частіше підківками.
Влітку жінки (інколи і чоловіки) ходили переважно босі або в черевиках. Чоботи одягали обов'язково до строю, коли йшли до церкви, в гості, на ярмарку, в корчму на гуляння. Під час польових робіт влітку одягали чоботи також. Чоботи та черевики мастили дьогтем.
Наймити та деякі з бідніших носили замість чобіт шкіряні постоли. На Поліссі носили переважно лапті з лика.
|  | Єней же хмілю як проспався, Ізїв солоний огірок; Потім умився і убрався, Як парубійко до дівок, Йому Дідона підіслала, Що од покійника украла. Штани і пару чобіток; Сорочку і каптан з китайки, І шапку, — пояс з каламайки, І чорний шовковий платок |

|  | Кругом дівчата танцювали, В дробушках, в чоботах, в свитках. |

І. П. Котляревський «Енеїда»